# Star TV (canal de televisão asiático)
Star TV (sigla para Satellite Television Asian Region), é um serviço de TV asiático de propriedade do Disney Networks Group Asia Pacific.
Foi lançada em 1991 como parte da formação inicial da STAR TV, posteriormente adquirida pela News Corporation.
As operações da Star na Ásia foram divididas em 2009, resultando no controle das operações indianas pela Star India, das operações do leste e sudeste asiático pela Fox International Channels Asia Pacific e das operações na China continental pela Star Greater China, posteriormente Star China Media.
Juntamente com outras propriedades da 21st Century Fox, foi adquirida pela The Walt Disney Company em 2019.

## Canais
| Gênero         | Mandarim               | Inglês                              |
| -------------- | ---------------------- | ----------------------------------- |
| Entretenimento | - STAR Chinese Channel | - STAR World Taiwan                 |
| Filmes         | - STAR Chinese Movies  | - STAR Movies Gold - STAR Movies HD |